# Красношейный козодой

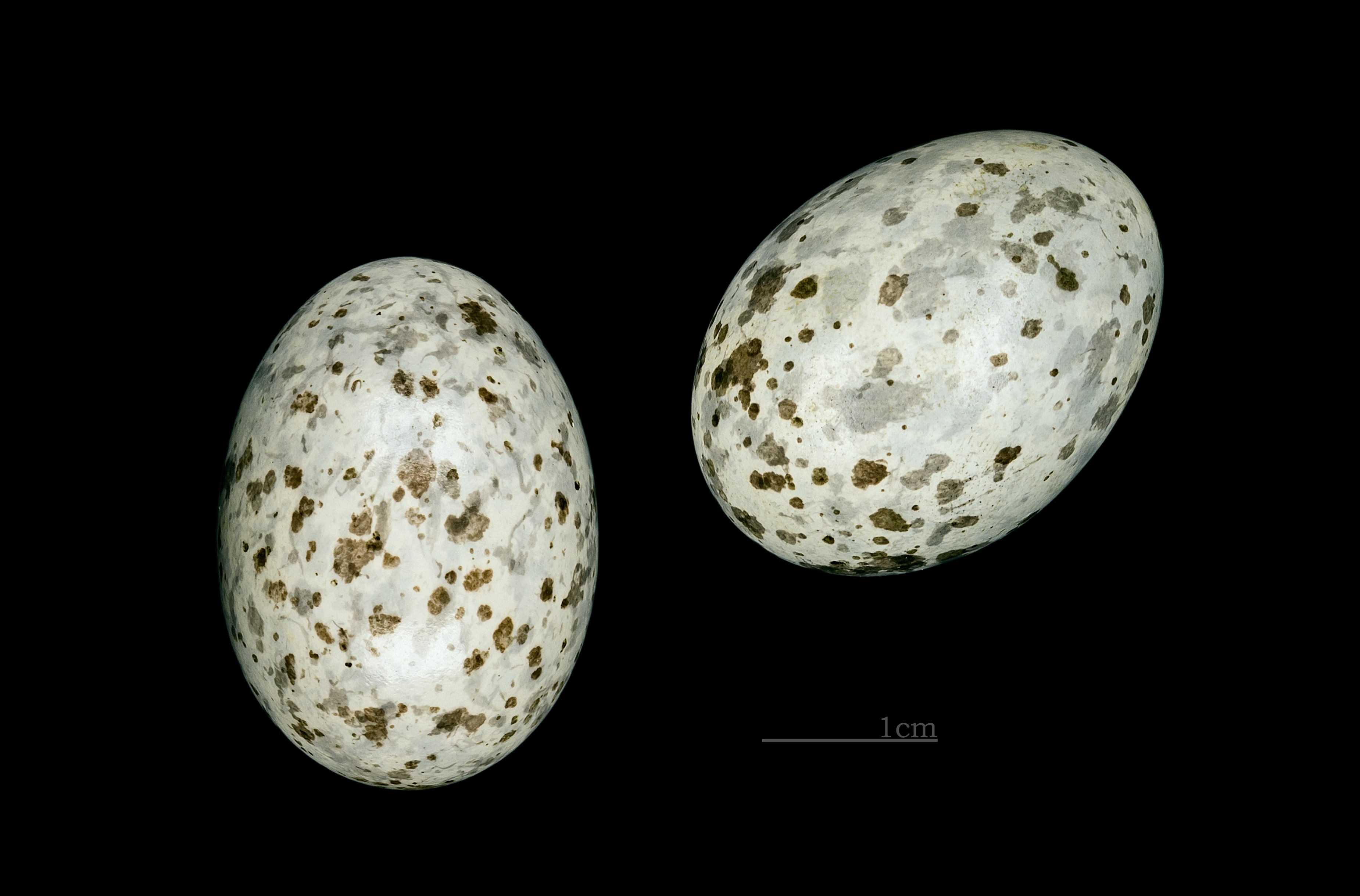
Caprimulgus ruficollis

Красношейный козодой (лат. Caprimulgus ruficollis) — вид рода Козодои, встречающийся в Европе на Пиренейском (Иберийском) полуострове (кроме его северо-западной части) и в северо-западной Африке. Подвиды: C. r. ruficollis — Португалия, Испания, Марокко, C. r. desertoruna — Марокко, Алжир, Тунис. Залетает на территории, близкие к ареалу (Великобритания, Франция, Дания, Италия, Мадейра, Ливия, Канарские острова, Балеарские острова).

## Описание
Внешне напоминает обыкновенного козодоя, однако крупнее (длина тела 29 — 32 см, размах крыльев 53 — 64 см). Как все козодои, имеет широкий рот, крупные глаза и длинные крылья. Взрослые серые сверху, с коричнево-оранжевыми, черными и белыми пестринами, грудь и живот грязно-белые с тонкими поперечными рядами тёмных пестрин. В полете видны три белых пятна на концах крыла и белые концы рулевых перьев на сторонах хвоста. Над глазом светло-серая бровь, на горле белое пятно, между шеей и спиной пестрая полоса ржавого цвета. Самцы и самки окрашены одинаково. Североафриканский подвид C. r. desertorum имеет более бледную окраску и другой рисунок первостепенных маховых перьев: тёмные и оранжевые полосы примерно одинаковой ширины, в отличие от узких оранжевых и широких черных полосок у подвида ruficollis. Активен в сумерках; днем сидит на земле, скрытый оперением, выглядит как покрытый лишайником кусок сухой древесины или сухая листва, взлетает на близком расстоянии. Питается сумеречными насекомыми. Голос — двухсложное повторяющееся механическое сухое кукование «кукук», звучащее как удары по дереву, становится тише или громче в зависимости от поворота головы птицы во время вокализации. Может издавать резкий треск, хлопая крыльями за спиной.

## Биотоп
Сухие участки с песчаной почвой, покрытые кустами и деревьями, разреженные сосновые леса, заросли эвкалипта, пробкового дуба, оливковые рощи, выгоревшие участки леса с подростом, иногда полупустыни. В безлесных участках и степях не встречается. В горах Сьерра-Невада обитает до высоты 1500 м.

## Гнездование и миграции
Поздний мигрант, появляется в местах размножения в конце апреля — начале мая. Гнездо: ямка без выстилки под прикрытием растительности. Яйца: 2, с одинаковыми концами, несколько удлиненные, светло-серые, глубокие пятна пепельные, поверхностные — светло- или желто-коричневые, средний размер 32 х 23 мм. Места зимовок — тропическая Африка к югу от Мали.